# Demetri Mitchell
Demetri Karim Mitchell (Manchester, 11 januari 1997) is een Engels voetballer die bij voorkeur als linksback speelt. Hij stroomde in 2017 door vanuit de jeugd van Manchester United. Mitchells huidige club is Exeter city FC.

## Clubcarrière
Mitchell kwam in 2013 in de jeugdacademie van Manchester United terecht. Op 21 mei 2017 debuteerde hij in de Premier League op de laatste speeldag van het seizoen tegen Crystal Palace. Hij mocht in de basiself starten en zag mede-debutant Joshua Harrop na vijftien minuten het openingsdoelpunt maken. Vier minuten later legde Paul Pogba de eindstand vast. In de winter van '17-'18 werd hij verhuurd aan het schotse Heart of Midlothian FC, waar hij nog tot 11 wedstrijden kwam. Het seizoen daarop werd hij wederom verhuurd aan Heart of Midlothian FC, waar hij dit keer 23 wedstrijden speelde verdeeld over alle competities. Aan het begin van seizoen '20-'21 vertrekt hij transfervrij naar het Engelse Blackpool FC, waar hij 1,5 seizoen zou blijven en in totaal 53 wedstrijden zou spelen. In de winter van '21-'22 wordt hij overgenomen door Hibernian FC.

## Interlandcarrière
Mitchell kwam reeds uit voor diverse Engelse nationale jeugdteams. In 2014 debuteerde hij in Engeland –18, waar hij 3 wedstrijden speelde. In 2017 maakte hij op 20-jarige leeftijd zijn debuut voor Engeland –20.